# Malaita
Malaita ist eine 4307 km² große Insel des pazifischen Inselstaats der Salomonen.
Die längliche Insel gehört geographisch zur Inselkette der Salomon-Inseln. Sie liegt 80 Kilometer südlich von Santa Isabel und 50 Kilometer östlich von Guadalcanal.
Mit nahezu 140.000 Einwohnern ist Malaita zugleich Hauptinsel der salomonischen Provinz Malaita. Hauptort der Insel ist Auki, gelegen an der Nordwestküste. Höchster Punkt ist der Mount Kalourat mit 1435 m.
Der erste Europäer, der die Insel gesehen hat, war 1568 der spanische Seefahrer Alvaro de Mendaña de Neyra, der vermutlich auch der erste Europäer war, der zu den gesamten Inseln der Salomonen gekommen ist.